# Лазопулос, Лакис
Лакис Лазопулос (греч. Λάκης Λαζόπουλος), полное имя Апостолос Лазопулос (греч. Απόστολος Λαζόπουλος, 6 мая 1956, Лариса) — греческий драматург, актер, автор песен и ведущий собственной телепрограммы Al Tsantiri News.
Во время проведения проекта «Великие греки» на телеканале Skai TV в 2009, в котором избирались самые влиятельные греки от древности до современности, Лакис Лазопулос занял 83 место. В 2010 году по версии журнала Forbes Лакис Лазопулос признан самой влиятельной знаменитостью в Греции.

## Биография
Лакис Лазопулос родился в Ларисе, где получил начальное и среднее школьное образование. Затем он поступил на юридический факультет в Университете Фракии и в 1984 году получил степень магистра в университете Салоник. Вместо того, чтобы практиковать в качестве адвоката, он решил полностью посвятить себя актерскому искусству.
В 1979 году он написал свой первый сценарий, который поставил вместе с Фессалийским театром. Следующая постановка «Скажи „до свидания“, все кончено» имела огромный успех, а Лакис Лазопулос присоединился к Свободному театру в Афинах, с которым готовит постановку «Почему люди счастливы». Политическая ситуация в то время имела огромное влияние на творчество Лазопулоса: совместно с Яннисом Ксантулисом в период с 1982—1986 годов он написал политико-сатирические пьесы «ПАСОК продолжает выигрывать», «Дуют на горячее и холодное в Кастри» (резиденцию премьер-министра) и «Налоги Андреаса» (имеется в виду Андреас Папандреу).
Летом 1986 года он ставит «Лисистрата» Аристофана, сделав собственную интерпретацию древнегреческой комедии. Постановка имела шумный успех, труппа гастролировала по крупнейшим театрам Греции, в том числе состоялись выступления на сцене Одеона Герода Аттического в Афинах. Летом того же 1986 года он начинает писать на «Я был ПАСОК и я постарел», а в 1987 году создана пьеса «Что видел японец», из-за деталей которой с ним судился Христос Сардзетакис, который позже стал президентом Греции. После длительного судебного разбирательства все обвинения итоге были сняты, однако сам процесс привлек большое внимание прессы, как в Греции, так и за рубежом, статья была напечатана даже в Time Magazine.
В 1988 году он ставит и сам играет в «Записках сумасшедшего» Николая Гоголя, правда, постановка не имела коммерческого успеха. Тем не менее, сам Лазопулос считает этот спектакль значительной вехой в его карьере. В 1989 году он ставит «Грецию после операции на сердце», которая бьет все рекорды, а его следующий спектакль «Был себе небольшой корабль» исполнялась без перерыва в течение двух лет, каждый раз собирая аншлаг. В 1991 Лакис Лазопулос поставил «Мне есть, что вам сказать». Летом того же года он гастролирует по Греции со спектаклем «Наконец один» — одной из самых коммерчески успешных с 1981 года. Спектакль был поставлен даже в Нью-Йорке.
В 1992 году он обращает внимание на телевидение и пишет сценарий самого успешного на сегодняшний день телесериала на греческом телевидении под названием «Deka mikroi Mitsoi». В сатирическом свете сериал изображал современную социальную и политическую ситуацию в стране и значительно повлиял на современное поколение. Поэтому ученые факультета образования Афинского университета исследовали причины, по которым греки во всем мире не только с таким интересом следили за событиями сериала, но и во многом переняли поведение и особенно выражения, используемые персонажами, придуманными Лазопулосом. Позже результаты были официально объявлены научным работникам, студентам и прессе.
В 1993 Лакис Лазопулос осуществил постановку сказки Прокофьева «Петя и волк» на сцене Национальной оперы Греции. Он также сыграл роль Макнайта в постановке «Трехкопеечной оперы» режиссёра Жюля Дассена. В 1994 году он снялся в телефильме «Девушка с чемоданами», режиссёр Никос Николаидис. После этого в качестве приглашенной звезды снялся в ленте «Кавафис» режиссёра Янниса Смарагдиса.
Летом 1996 года Лакис Лазопулос написал пьесу «The Sunday of Shoes», которую в 1996 поставили в Салониках, а в 1998 году и в Афинах. Также по приглашению Walt Disney Productions он принял участие в озвучивании с английского на греческий язык мультфильма «Геркулес». Летом 1999 года он играет главную роль в фильме «Берегись вооруженных греков» австралийского режиссёра Джона Татулиса. Фильм стал хитом кассовых сборов в Греции в 2000 году.
В 2001 году он работал над фильмом «Мой лучший друг», для которого сам написал сценарий, выступил режиссёром и снялся в одной из ролей. Также Лазопулос написал пьесу для театра «Ta leme», которая с успехом ставилась в 2002 году. В сентябре 2002 года он представил 12 театральных монологов. Тем же летом он также представил театральный монолог в рамках Культурной Олимпиады под названием «Годы насмешек».
В 2003—2004 годах Лакис Лазопулос был задействован в ревю «Ветер в паруса», для которого также написал сценарий. Вестник имел огромный коммерческий успех в течение двух лет на сцене афинского театра «Британия». Тогда же он стал художественным руководителем театров «Британия» и «Афинон». Параллельно он создавал сценарий, а затем выступил сорежиссёром П. Каразаса ленты «R20».
Летом 2004 года он играет ведущую роль в постановке древнегреческой комедии Аристофана «Плутос». Пьеса была поставлена во многих театрах Греции, кульмунацией тура стало выступление на сцене театра в Эпидавре как одно из культурных мероприятий в рамках Олимпийских игр 2004 года в Афинах. Зимой 2004—2005 годов на сцене театра «Британия» Лазопулос ставит «Куда идет этот автобус?». Постановка имеет огромный успех среди зрителей и получает исключительно положительные отзывы от критиков и в прессе.
В июле 2004 года состоялась премьера собственного телевизионного шоу Al Tsantiri News. Тогда же Лазопулос стал первым греческим актером, который создал и успешно провёл своё еженедельное телешоу. До сих пор этот сатирический бюллетень продолжает привлекать тысячи зрителей каждую неделю и имеет исключительно высокие рейтинги. Тогда же в 2004 году Лакис Лазопулос занял должность директора канала Alpha TV в секторе развлечений.
Летом 2005 года Лакис Лазопулос представил собственную интерпретацию пьесы Аристофана «Ахарняне» на сцене Национального театра Греции. В ноябре 2005 года он руководил поставкой в театре «Британия» «Истерии» по Терри Джонсону. В 2006 году он сыграл в фильме «Эль Греко» режиссёра Янниса Смарагдиса роль Николо, лучшего друга Эль Греко. Фильм был выпущен на экраны в октябре 2007 года и имел рекордные сборы для греческой ленты.
В ноябре 2008 года, после трехлетнего перерыва в театральном творчестве, Лакис Лазопулос представил спектакль «Труженик на крыше». Спектакль имел большой успех.
В мае 2012 года Лакис Лазопулос осуществляет европейские гастроли с постановкой «Sorry I 'm Greek».

## Фильмография
Как актёр снимается в кино:
- 2012 — Пираты Эгейского моря / O Theos agapaei to haviari (Греция, Россия) — рыбак (Бог)